# Juan Laguía Lliteras
Juan Laguía Lliteras (Valencia, 1890-¿Madrid? post. 13 de febrero de 1937) fue un literato, periodista y sindicalista español. Militante carlista y cofundador de los Sindicatos Libres, ha sido calificado por Colin M. Winston como «el profeta de la violencia de los Libres». Fue arrestado en el Madrid republicano al inicio de la Guerra Civil y asesinado en lugar y fecha desconocidos.

## Biografía
Nacido en 1890 en Valencia, hijo de Juan Laguía y de Matilde Lliteras, ingresó en el noviciado de la Compañía de Jesús, pero no llegó a ordenarse sacerdote y se salió a la edad de 22 años. Se casó con Emilia Llovet Coquillat, con quien tuvo al menos cuatro hijos, entre ellos Emilia y Mercedes Laguía Llovet.
Trasladado a Barcelona, destacó como poeta, novelista y cuentista y tradujo también clásicos griegos y latinos.
En 1915 editó una hoja de propaganda carlista radical titulada España Irredenta, de tendencia antibritánica y germanófila. En ella llamó a los obreros carlistas a formar barricadas y sacrificar sus vidas por la Santa Causa. Según el periodista Francisco Madrid, el joven Laguía era un hombre incontrolable e incansable, convencido de la conveniencia de su manera de actuar para salvar la civilización cristiana.
Participó en la fundación de los Sindicatos Libres en 1919 y fue su secretario general bajo la presidencia de Ramón Sales. Posteriormente fue el segundo director del periódico Unión Obrera, órgano oficial de dichos sindicatos, desde donde exhortó a una violencia heroica y lanzó amenazas veladas a los dirigentes de la CNT.
Si bien hacia fuera condenaba toda agresión y justificaba el uso de la fuerza solo como legítima defensa, según Winston, Laguía era realmente el mayor apologista de la violencia de los Libres, partidario de una lucha armada que entroncaba con el culto a la muerte y el martirio de la causa carlista. Para Laguía, este culto estaba estrechamente vinculado con una espiritualidad católica apocalíptica, que expresaba un voluntarismo orientado al triunfo del espíritu, al tiempo que despreciaba enormemente el mundo material.
En noviembre de 1920 Juan Laguía visitó, junto con los demás dirigentes de los Libres, al General Martínez Anido, gobernador civil de Barcelona, a quien ofrecieron su apoyo para aplastar el «terrorismo rojo» en la ciudad condal. Más adelante Laguía elogiaría a Martínez Anido por su valentía en aquellos años. Laguía llegó a agredir físicamente en el Congreso de los Diputados al diputado socialista Indalecio Prieto en mayo de 1922, por lo que fue arrestado. Posteriormente publicó un libro alardeando de este incidente.
Además de los numerosos cuentos, novelas e historias didácticas o moralizantes que publicó durante estos años, en 1921 Laguía fue redactor jefe de la revista infantil La Mainada, de tendencia católica y catalanista.
Según Josep Ramon Bosch, en 1923 Laguía estuvo entre los fundadores de la Peña Deportiva Ibérica, asociación vinculada al Real Club Deportivo Español de tendencia política españolista y antiseparatista.
En su faceta sindicalista, en 1924 se opuso a la idea de que los Libres formasen un gran «partido del trabajo» junto con elementos procedentes del PSOE y de la UGT y denunció el intervencionismo político. La Confederación Nacional de Sindicatos Libres asumió la línea de Laguía, y ante el temor de ser sobrepasada por la UGT, aceptó la representación corporativa en todos los organismos gubernamentales de la Dictadura de Primo de Rivera, pero rehusando participar en la política partidista.
En marzo de 1925 Juan Laguía fue nombrado concejal de la Corporación Municipal de Madrid por el gobernador civil. Fue asimismo vocal de la Junta Central de Abastos y consejero técnico de España en la Conferencia Internacional del Trabajo. Por la comisión de «ciertos actos poco escrupulosos» fue expulsado de los Sindicatos Libres en julio de ese mismo año y se vio obligado a dimitir también como concejal.
Continuó realizando colaboraciones periodísticas y literarias en publicaciones como Blanco y Negro y fue redactor de La Nación. 
En 1935 publicó El poema de la obra nueva. Sindicalismo integral (1935), que fue elogiado por el diario ABC en estos términos:

Ni como escritor, ni como tribuno, ni como hombre de acción suele caer en la vulgaridad Laguía Lliteras. 

Quien lo dude que lea el último libro de Laguía Lliteras El poema de la obra nueva. Sindicalismo integral. En cifras: 55 capítulos, 55 tratados, 55 conferencias, 55 síntesis, 55 “comprimidos” de economía política, de psicología de multitudes, de patología social, de técnica de organizaciones, de ascética sindicalista, de mística sindicalista, de poesía sindicalista: ¡para 55 libros!... La más brillante factura del escritor y la más realista visión de hombre de lucha. 

Los cuatro capítulos aparte de autobiografía, que encabezan Sindicalismo integral, rayan en lo patético y producen una emoción profunda. Vale la pena de que se dediquen unas horas a la lectura de esta obra. Por otro lado, contiene la bibliografía completa sobre estas materias sociales, con más de 800 autores, desde miles de años antes de Cristo hasta las últimas veinticuatro horas de ayer. Es, en síntesis, un libro de orientación, de información, de análisis y de fervoroso entusiasmo.

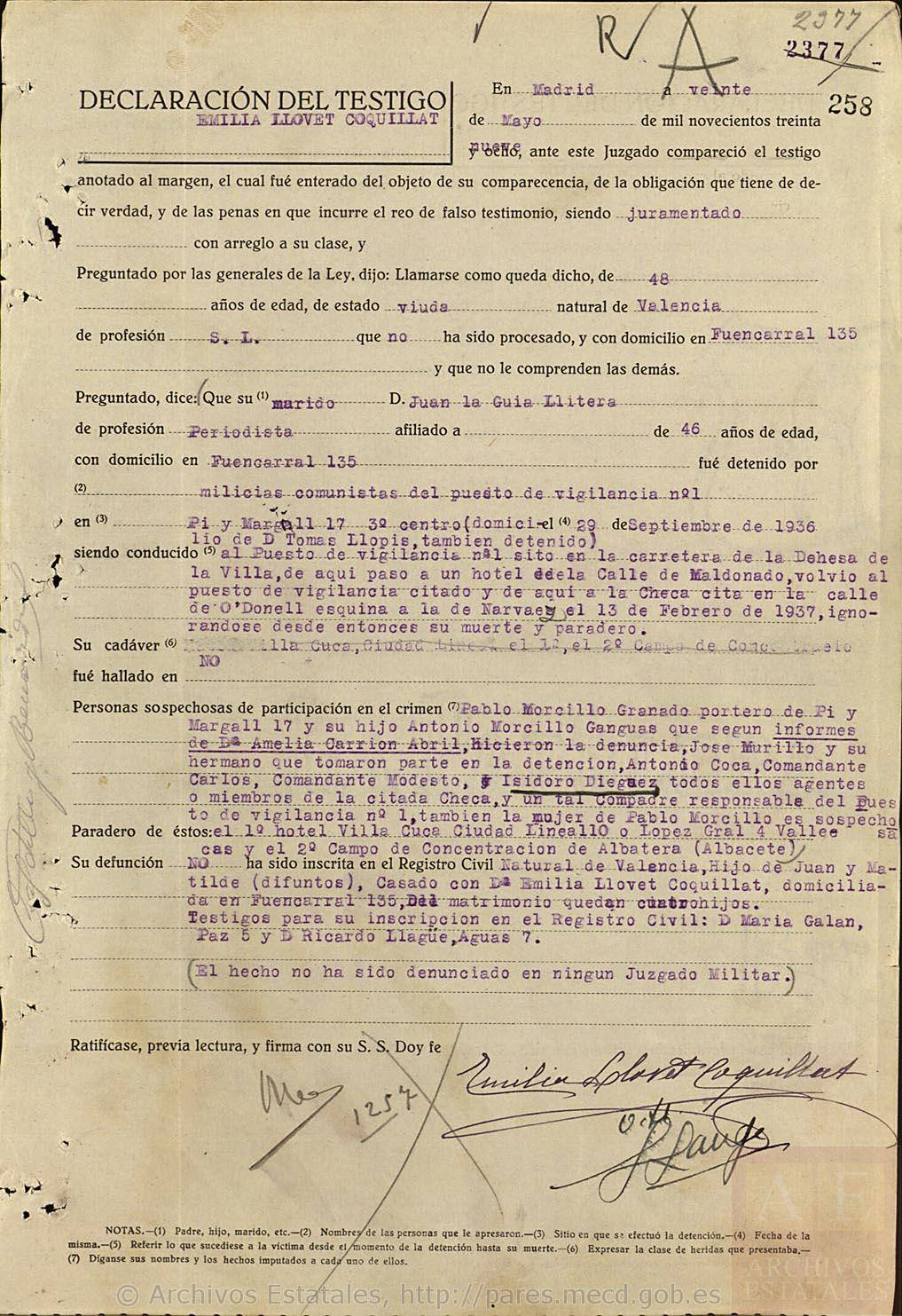
Declaración de Emilia Llovet Coquillat sobre la desaparición de su marido (1939).

Reintegrado en los Sindicatos Libres durante la Segunda República, presidió su Comité de Relaciones y en marzo de 1936 fue uno de los firmantes de un llamamiento publicado en ABC y otros periódicos a favor de los obreros libres de la Federación Española de Trabajadores, condenando la situación de persecución que padecían los Sindicatos Libres desde la proclamación de la República en 1931.
Según un informe judicial fechado en Madrid a 20 de mayo de 1939, estallada la Guerra Civil, fue denunciado por el portero de su domicilio, situado en Avda. Pi y Margall, núm. 17, 3º centro, y detenido por milicias comunistas el 29 de septiembre de 1936. Tras ser conducido al puesto de vigilancia núm. 1 de la carretera de la Dehesa de la Villa, pasó a un hotel de la calle Maldonado, volvió al puesto de vigilancia citado y de aquí a la checa sita en la calle de O'Donnell esquina a la de Narváez el 13 de febrero de 1937, ignorándose desde entonces su muerte y paradero.

## Obras
- Corazón adentro (Valencia, 1913)
- Breve sermonario de almas entresacado de notables oradores [traducción] (Barcelona, 1916)
- Humos de señorío [segundo libro de versos] (Barcelona, 1918)
- El hermanito Tin (Barcelona, 1920)
- El árbol de los frutos maravillosos (Barcelona, 1921)
- Historia sagrada en estampas (Barcelona, 1921)
- Episodios bíblicos: Judith (Barceolona, 1921)
- De la alta epopeya política (Barcelona, 1922)
- Las fiestas de Grecia y Roma (Barcelona, 1922)
- El amanecer del mundo (Barcelona, 1922)
- Mi descomunal aventura en el Congreso (Barcelona, 1922)
- Griselda la campesina (Barcelona)
- El Rey que tuvo un solo amor (Barcelona, 1925)[18]
- El poema de la obra nueva. Sindicalismo integral (Madrid, 1935)